# Ignaz von Plener
Ignaz von Plener (né le 21 mai 1810 à Vienne et mort le 17 février 1908 à Vienne) est une personnalité politique autrichienne membre du Parti libéral allemand.
Il est ministre-président d'Autriche du 15 janvier au 1er février 1870.